# Pieniężno (osada)
Pieniężno – osada w Polsce, położona w województwie warmińsko-mazurskim, w powiecie braniewskim, w gminie Pieniężno.
W latach 1975–1998 miejscowość administracyjnie należała do województwa elbląskiego. Osada znajduje się w historycznym regionie Warmia.